# Tour de France 2014 – 3. etap
3. etap kolarskiego wyścigu Tour de France 2014 odbył się 7 lipca. Start etapu miał miejsce w brytyjskiej miejscowości Cambridge, zaś meta w Londynie. Etap liczył 155 kilometrów.
Zwycięzcą etapu został niemiecki kolarz Marcel Kittel. Drugie miejsce zajął Słowak Peter Sagan, a trzecie Australijczyk Mark Renshaw.

## Premie
Na 3. etapie były następujące premie:
| Rodzaj | Rodzaj | Miejscowość/ Miejsce | Kilometry (od startu) | Kilometry (do mety) |
| ------ | ------ | -------------------- | --------------------- | ------------------- |
|        | Lotna  | Epping               | 108 km                | 47 km               |

### Wyniki
| Lotna – Epping |                   |        |        |
| Miejsce        | Zawodnik          | Zespół | Punkty |
| 1.             | Jean-Marc Bideau  | BSE    | 20     |
| 2.             | Jan Bárta         | TNE    | 17     |
| 3.             | Bryan Coquard     | EUC    | 15     |
| 4.             | Peter Sagan       | CAN    | 13     |
| 5.             | Elia Viviani      | CAN    | 11     |
| 6.             | Arnaud Démare     | FDJ    | 10     |
| 7.             | Greg Van Avermaet | BMC    | 9      |
| 8.             | Alexandre Pichot  | EUC    | 8      |
| 9.             | Fabio Sabatini    | CAN    | 7      |
| 10.            | Kévin Reza        | EUC    | 6      |
| 11.            | Maciej Bodnar     | CAN    | 5      |
| 12.            | Giovanni Visconti | MOV    | 4      |
| 13.            | Daniele Bennati   | TTS    | 3      |
| 14.            | Sérgio Paulinho   | TTS    | 2      |
| 15.            | Jérémy Roy        | FDJ    | 1      |

## Wyniki etapu
| Miejsce | Zawodnik             | Państwo         | Zespół                               | Czas       | Punkty |
| ------- | -------------------- | --------------- | ------------------------------------ | ---------- | ------ |
| 1.      | Marcel Kittel        | Niemcy          | Team Giant-Shimano                   | 3h 38' 30" | 45     |
| 2.      | Peter Sagan          | Słowacja        | Cannondale Pro Cycling               | +0"        | 35     |
| 3.      | Mark Renshaw         | Australia       | Omega Pharma-Quick-Step Cycling Team | +0"        | 30     |
| 4.      | Bryan Coquard        | Francja         | Team Europcar                        | +0"        | 26     |
| 5.      | Alexander Kristoff   | Norwegia        | Team Katusha                         | +0"        | 22     |
| 6.      | Danny van Poppel     | Holandia        | Trek Factory Racing                  | +0"        | 20     |
| 7.      | Heinrich Haussler    | Australia       | IAM Cycling                          | +0"        | 18     |
| 8.      | José Joaquín Rojas   | Hiszpania       | Movistar Team                        | +0"        | 16     |
| 9.      | Romain Feillu        | Francja         | Bretagne-Séché Environnement         | +0"        | 14     |
| 10.     | Daniel Oss           | Włochy          | BMC Racing Team                      | +0"        | 12     |
| 11.     | Zakkari Dempster     | Australia       | Team NetApp-Endura                   | +0"        | 10     |
| 12.     | Ramūnas Navardauskas | Litwa           | Garmin-Sharp                         | +0"        | 8      |
| 13.     | Samuel Dumoulin      | Francja         | Ag2r-La Mondiale                     | +0"        | 6      |
| 14.     | Arnaud Démare        | Francja         | FDJ.fr                               | +0"        | 4      |
| 15.     | Michael Albasini     | Szwajcaria      | Orica GreenEdge                      | +0"        | 2      |
| 16.     | Michał Kwiatkowski   | Polska          | Omega Pharma-Quick-Step Cycling Team | +0"        | —      |
| 17.     | Davide Cimolai       | Włochy          | Lampre-Merida                        | +0"        | —      |
| 18.     | Greg Van Avermaet    | Belgia          | BMC Racing Team                      | +0"        | —      |
| 19.     | Adrien Petit         | Francja         | Cofidis, Solutions Crédits           | +0"        | —      |
| 20.     | Greg Henderson       | Nowa Zelandia   | Lotto-Belisol                        | +0"        | —      |
| 21.     | Tom Veelers          | Holandia        | Team Giant-Shimano                   | +0"        | —      |
| 22.     | Michael Schär        | Szwajcaria      | BMC Racing Team                      | +0"        | —      |
| 23.     | André Greipel        | Niemcy          | Lotto-Belisol                        | +0"        | —      |
| 24.     | Fabian Cancellara    | Szwajcaria      | Trek Factory Racing                  | +0"        | —      |
| 25.     | Cyril Lemoine        | Francja         | Cofidis, Solutions Crédits           | +0"        | —      |
| 26.     | Bernhard Eisel       | Austria         | Team Sky                             | +0"        | —      |
| 27.     | Jack Bauer           | Nowa Zelandia   | Garmin-Sharp                         | +0"        | —      |
| 28.     | Chris Froome         | Wielka Brytania | Team Sky                             | +0"        | —      |
| 29.     | Vincenzo Nibali      | Włochy          | Astana Pro Team                      | +0"        | —      |
| 30.     | Romain Bardet        | Francja         | Ag2r-La Mondiale                     | +0"        | —      |
|         |                      |                 |                                      |            |        |
| 85.     | Jan Bárta            | Czechy          | Team NetApp-Endura                   | +19"       | —      |

## Klasyfikacje po 3. etapie

### Klasyfikacja generalna
| Miejsce | Zawodnik               | Państwo           | Zespół                               | Czas       |
| ------- | ---------------------- | ----------------- | ------------------------------------ | ---------- |
|         | Vincenzo Nibali        | Włochy            | Astana Pro Team                      | 9h 52' 43" |
| 2.      | Peter Sagan            | Słowacja          | Cannondale Pro Cycling               | +2"        |
| 3.      | Michael Albasini       | Szwajcaria        | Orica GreenEdge                      | +2"        |
| 4.      | Greg Van Avermaet      | Belgia            | BMC Racing Team                      | +2"        |
| 5.      | Chris Froome           | Wielka Brytania   | Team Sky                             | +2"        |
| 6.      | Bauke Mollema          | Holandia          | Belkin Pro Cycling Team              | +2"        |
| 7.      | Alberto Contador       | Hiszpania         | Tinkoff-Saxo                         | +2"        |
| 8.      | Alejandro Valverde     | Hiszpania         | Movistar Team                        | +2"        |
| 9.      | Jurgen Van den Broeck  | Belgia            | Lotto-Belisol                        | +2"        |
| 10.     | Romain Bardet          | Francja           | Ag2r-La Mondiale                     | +2"        |
| 11.     | Tejay van Garderen     | Stany Zjednoczone | BMC Racing Team                      | +2"        |
| 12.     | Jakob Fuglsang         | Dania             | Astana Pro Team                      | +2"        |
| 13.     | Jean-Christophe Péraud | Francja           | Ag2r-La Mondiale                     | +2"        |
| 14.     | Tiago Machado          | Portugalia        | Team NetApp-Endura                   | +2"        |
| 15.     | Rui Costa              | Portugalia        | Lampre-Merida                        | +2"        |
| 16.     | Mikel Nieve            | Hiszpania         | Team Sky                             | +2"        |
| 17.     | Haimar Zubeldia        | Hiszpania         | Trek Factory Racing                  | +2"        |
| 18.     | Richie Porte           | Australia         | Team Sky                             | +2"        |
| 19.     | Tony Gallopin          | Francja           | Lotto-Belisol                        | +2"        |
| 20.     | Michał Kwiatkowski     | Polska            | Omega Pharma-Quick-Step Cycling Team | +2"        |

### Klasyfikacja punktowa
| Miejsce | Zawodnik             | Państwo    | Zespół                               | Punkty   |
| ------- | -------------------- | ---------- | ------------------------------------ | -------- |
|         | Peter Sagan          | Słowacja   | Cannondale Pro Cycling               | 117 pkt. |
| 2.      | Marcel Kittel        | Niemcy     | Team Giant-Shimano                   | 90 pkt.  |
| 3.      | Bryan Coquard        | Francja    | Team Europcar                        | 88 pkt.  |
| 4.      | Alexander Kristoff   | Norwegia   | Team Katusha                         | 47 pkt.  |
| 5.      | Greg Van Avermaet    | Belgia     | BMC Racing Team                      | 40 pkt.  |
| 6.      | Ramūnas Navardauskas | Litwa      | Garmin-Sharp                         | 38 pkt.  |
| 7.      | Vincenzo Nibali      | Włochy     | Astana Pro Team                      | 30 pkt.  |
| 8.      | José Joaquín Rojas   | Hiszpania  | Movistar Team                        | 30 pkt.  |
| 9.      | Mark Renshaw         | Australia  | Omega Pharma-Quick-Step Cycling Team | 30 pkt.  |
| 10.     | Michael Albasini     | Szwajcaria | Orica GreenEdge                      | 29 pkt.  |

### Klasyfikacja górska
| Miejsce | Zawodnik          | Państwo         | Zespół                     | Punkty |
| ------- | ----------------- | --------------- | -------------------------- | ------ |
|         | Cyril Lemoine     | Francja         | Cofidis, Solutions Crédits | 6 pkt. |
| 2.      | Blel Kadri        | Francja         | Ag2r-La Mondiale           | 5 pkt. |
| 3.      | Jens Voigt        | Niemcy          | Trek Factory Racing        | 4 pkt. |
| 4.      | Nicolas Edet      | Francja         | Cofidis, Solutions Crédits | 4 pkt. |
| 5.      | Pierre Rolland    | Francja         | Team Europcar              | 2 pkt. |
| 6.      | Tom-Jelte Slagter | Holandia        | Garmin-Sharp               | 2 pkt. |
| 7.      | Perrig Quémeneur  | Francja         | Team Europcar              | 2 pkt. |
| 8.      | Thomas Voeckler   | Francja         | Team Europcar              | 2 pkt. |
| 9.      | David de la Cruz  | Hiszpania       | Team NetApp-Endura         | 2 pkt. |
| 10.     | Chris Froome      | Wielka Brytania | Team Sky                   | 1 pkt. |

### Klasyfikacja młodzieżowa
| Miejsce | Zawodnik              | Państwo    | Zespół                               | Czas        |
| ------- | --------------------- | ---------- | ------------------------------------ | ----------- |
|         | Peter Sagan           | Słowacja   | Cannondale Pro Cycling               | 13h 31' 15" |
| 2.      | Romain Bardet         | Francja    | Ag2r-La Mondiale                     | +0"         |
| 3.      | Michał Kwiatkowski    | Polska     | Omega Pharma-Quick-Step Cycling Team | +0"         |
| 4.      | Thibaut Pinot         | Francja    | FDJ.fr                               | +14"        |
| 5.      | Tom Dumoulin          | Holandia   | Team Giant-Shimano                   | +14"        |
| 6.      | Rudy Molard           | Francja    | Cofidis, Solutions Crédits           | +33"        |
| 7.      | Sébastien Reichenbach | Szwajcaria | IAM Cycling                          | +1' 19"     |
| 8.      | Anthony Delaplace     | Francja    | Bretagne-Séché Environnement         | +1' 43"     |
| 9.      | Jesús Herrada         | Hiszpania  | Movistar Team                        | +1' 43"     |
| 10.     | Tom-Jelte Slagter     | Holandia   | Garmin-Sharp                         | +2' 48"     |

### Klasyfikacja drużynowa
| Miejsce | Zespół                  | Państwo           | Czas        |
| ------- | ----------------------- | ----------------- | ----------- |
|         | Team Sky                | Wielka Brytania   | 40h 33' 45" |
| 2.      | Astana Pro Team         | Kazachstan        | +12"        |
| 3.      | BMC Racing Team         | Stany Zjednoczone | +14"        |
| 4.      | Team NetApp-Endura      | Niemcy            | +47"        |
| 5.      | Trek Factory Racing     | Stany Zjednoczone | +47"        |
| 6.      | IAM Cycling             | Szwajcaria        | +1' 01"     |
| 7.      | Team Katusha            | Rosja             | +1' 20"     |
| 8.      | Belkin Pro Cycling Team | Holandia          | +1' 31"     |
| 9.      | Lampre-Merida           | Włochy            | +1' 31"     |
| 10.     | Cannondale Pro Cycling  | Włochy            | +1' 42"     |